# Boelo Luitjen Tijdens
Boelo Luitjen Tijdens (Nieuw-Beerta, 7 oktober 1858 – aldaar, 28 mei 1904) was een Nederlands herenboer en politicus. 

## Leven en werk
Tijdens was een zoon van Jan Jacobs Tijdens en Lucretia Boerema. Hij groeide op in een landbouwersgezin en beheerde later de familieboerderij in Nieuw-Beerta. Hij trouwde in 1881 met Jantje Geessiena Ebbens (1857-1918). Van 1891 tot 1901 was Tijdens lid van de Tweede Kamer der Staten-Generaal. Boer Tijdens zette zich in de Kamer in voor de bescherming van de Groninger landbouw.
Tijdens richtte in 1892 de vereniging ter bevordering van de kanalisatie van Westerwolde op. In 1905 werd begonnen met de aanleg van een kanaal van Nieuweschans naar Veelerveen, dat het B.L. Tijdenskanaal werd genoemd. Tijdens was een jaar eerder, op 46-jarige leeftijd, overleden. Later worden nog het Ruiten-Aa-kanaal en het Mussel-Aa-kanaal gegraven. In 1913 werd bij de Vriescheloostersluis een gedenknaald ter herinnering aan Tijdens opgericht, gemaakt door steenhouwer Johan Holsbergen.

## Fotogalerij

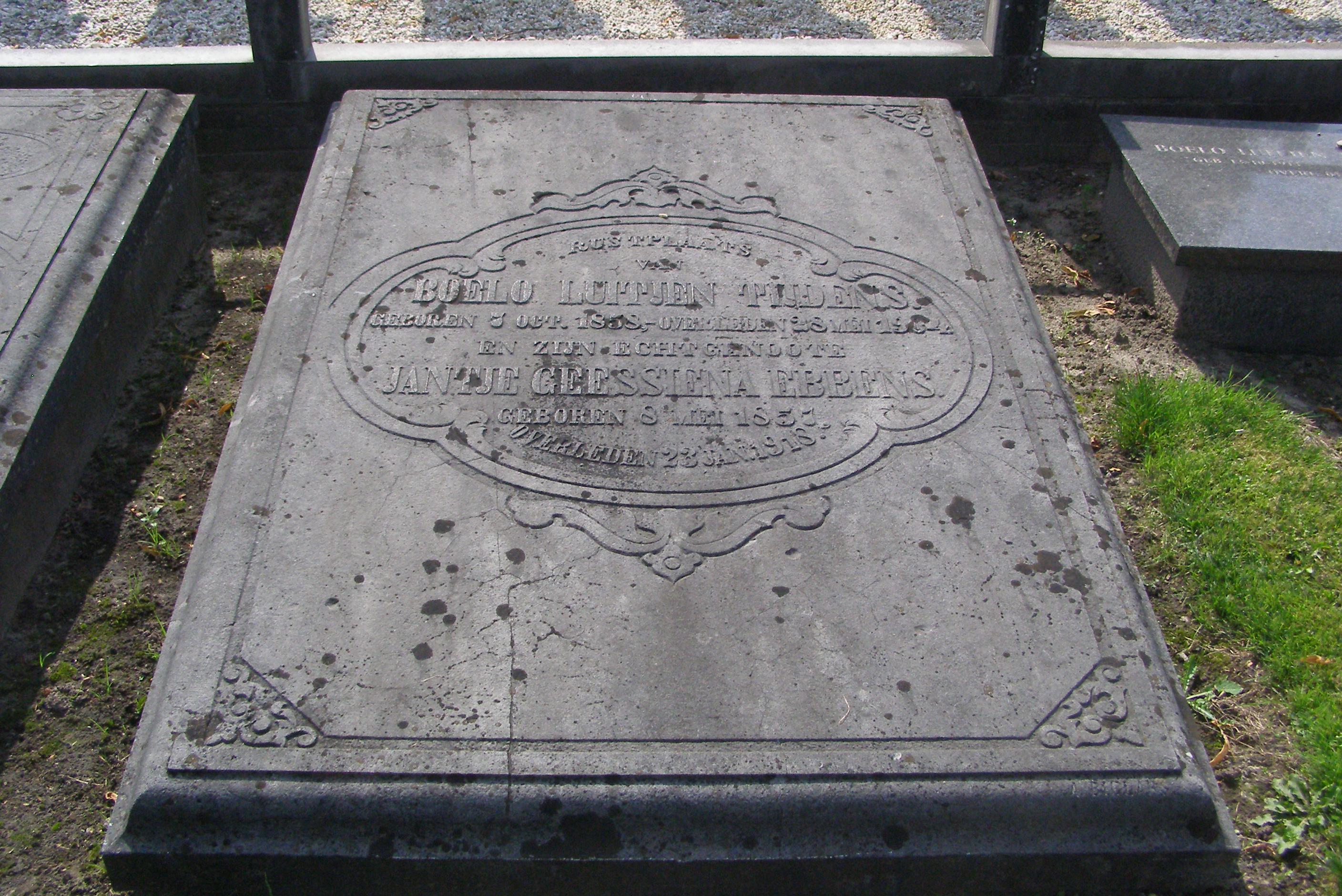
Graf van het echtpaar Tijdens-Ebbens
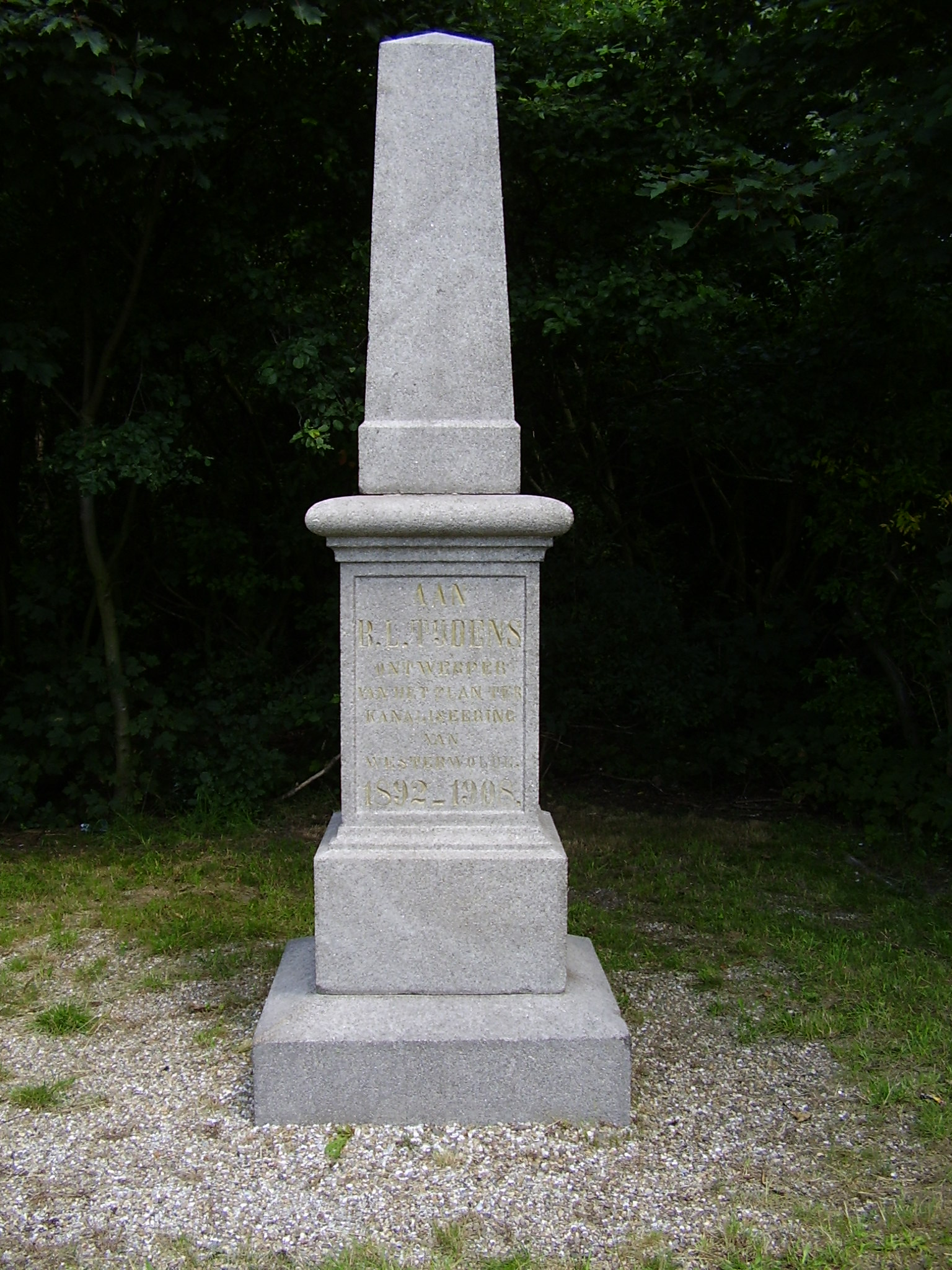
Gedenknaald